# Stephen Hales
Stephen Hales, (17. září 1677 – 4. ledna 1761) byl anglický fyziolog, chemik a vynálezce. Studoval roli vzduchu a vody při udržování životních dějů živočichů a rostlin. Podal vysvětlení transportu vody v rostlinách a prokázal, že rostliny přijímají vzduch. Objevil nebezpečí dýchání vydýchaného vzduchu a sestrojil ventilátor, který zlepšoval možnosti přežití na lodích, v nemocnicích a ve vězení.

## Dílo

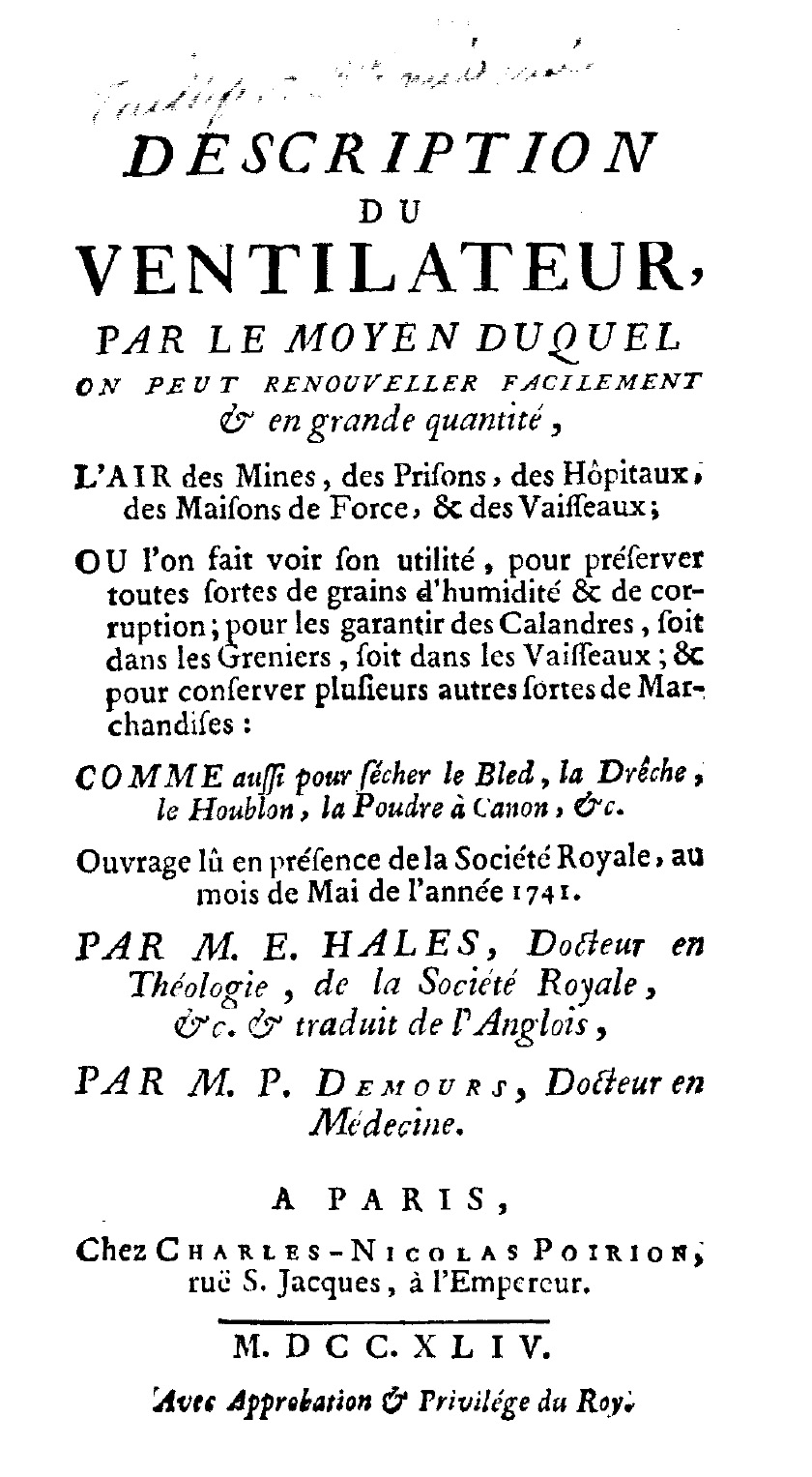
Description of ventilators, francouzský překlad z roku 1744

- Vegetable staticks, or an account of some statical experiments on the sap of vegetables. London 1727
- Statical Essays: Containing Haemastatics; Or, An Account of some Hydraulic and Hydrostatical Experiments Made on the Blood and Blood-Vessels of Animals. London 1733
- Statical Essays: Containing Vegetable Staticks; Or, An Account of some Statical Experiments on the Sap in Vegetables. London 1738
- A Description of Ventilators. London 1743
- An Account of a Useful Discovery to Distill double the usual quantity of Sea-water, by Blowing Showers of Air up through the Distilling Liquor … and an Account of the Benefit of Ventilators. London 1756